# Leucothoe orkneyi
Leucothoe orkneyi is een vlokreeftensoort uit de familie van de Leucothoidae. De wetenschappelijke naam van de soort is voor het eerst geldig gepubliceerd in 1983 door Holman & Watling.